# Titularbistum Callinicum
Callinicum (ital.: Callinico) ist ein Titularbistum der römisch-katholischen Kirche.
Es historische Bistum hat seinen Ursprung in Edessa, der heutigen Provinzhauptstadt Urfa in der Provinz Şanlıurfa (Türkei).
| Titularbischöfe von Callinicum (hist.) |                                                   |                                                     |                    |                    |
| Nr.                                    | Name                                              | Amt                                                 | von                | bis                |
| 1                                      | Matthaeus de Robertis                             |                                                     | 6. Juli 1729       | 1733               |
| 2                                      | Meinwerk Kaup OSB                                 | Weihbischof in Paderborn (Deutschland)              | 2. September 1733  | 24. Juli 1745      |
| 3                                      | Anton Johann Wenzel Wokaun (Woknau)               | Weihbischof in Prag (Tschechien)                    | 16. September 1748 | 7. Februar 1757    |
| 4                                      | Nicolas de La Pinte de Livry OPraem               |                                                     | 19. Dezember 1757  | 1795               |
| 5                                      | Luigi Pietro Grati OSM                            | Apostolischer Administrator von Terracina (Italien) | 15. Dezember 1828  | 17. September 1849 |
| 6                                      | Godehard Braun                                    | Weihbischof in Trier (Deutschland)                  | 2. April 1849      | 22. Mai 1861       |
| 7                                      | Hilarion Silani                                   | Apostolischer Vikar von Colombo (Sri Lanka)         | 17. September 1863 | 1879               |
| 8                                      | Aniceto Ferrante CO                               | emeritierter Bischof von Gallipoli (Italien)        | 12. Mai 1879       | 19. Januar 1883    |
| 9                                      | Luigi Sepiacci OSA Titularerzbischof pro hac vice | Präsident der Päpstlichen Akademie Kurienerzbischof | 15. März 1883      | 14. Dezember 1891  |
| 10                                     | Pasquale de Siena                                 | Weihbischof in Neapel (Italien)                     | 23. September 1898 | 25. November 1920  |